# La Perla Blu

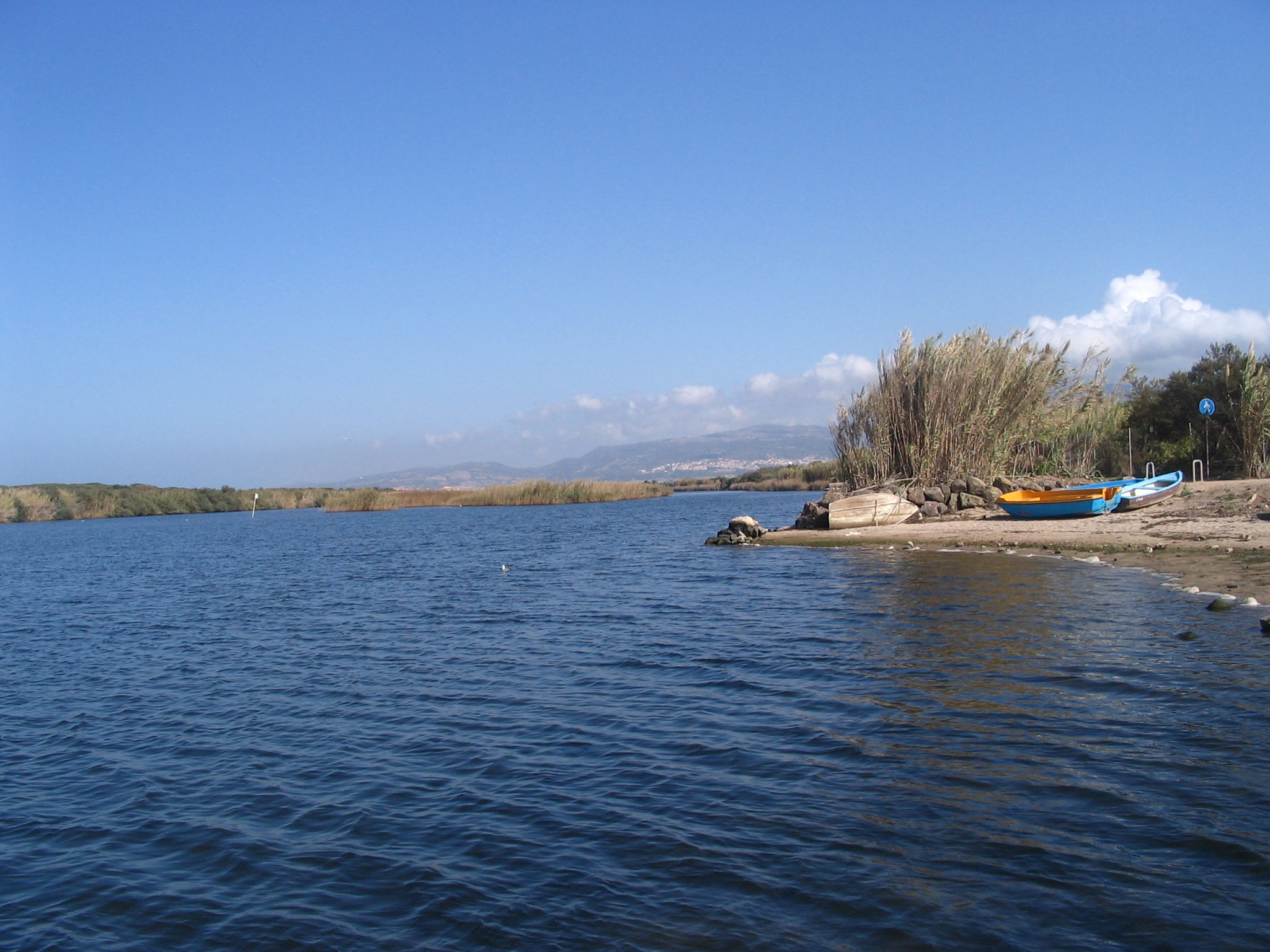
Die Lagune an der Mündung des Coghinas bei Valledoria

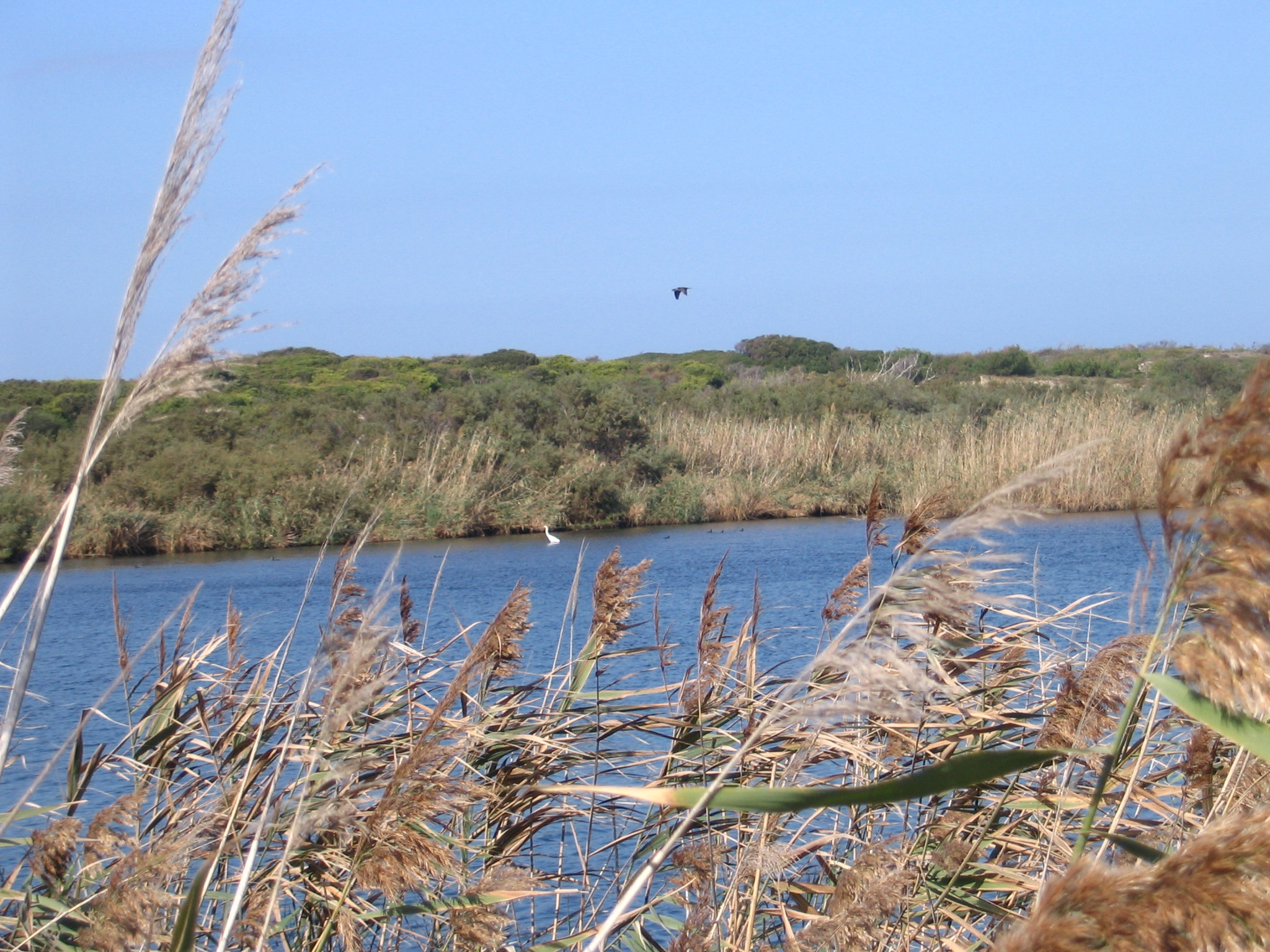
Die Lagune ist ein Rückzugsgebiet für viele Wasservögel

Die Lagune La Perla Blu ist der Mündungssee des Flusses Coghinas an der Nordküste Sardiniens. Eine bewachsener Dünenwall trennt die Lagune vom Golf von Asinara. Landeinwärts liegt die touristisch orientierte Gemeinde Valledoria. Im Sommer werden die Badegäste mit dem Boot über die Lagune zum Meeresstrand befördert.
Koordinaten: 40° 56′ 2″ N, 8° 48′ 43″ O